# Парамарибо
Парамарибо (хол. Paramaribo) је главни и највећи град Суринама. Налази се на обалама реке Суринам у Дистрикту Парамарибо, 15 km од обале Атлантског океана. Град има око 250000 становника. Историјски центар града Парамариба је на УНЕСКО-вој листи Светске баштине од 2002. године.

## Име
Град је добио име по племену Парамарибо које живи на ушћу реке Суринам; назив је од тупи–гуаранске речи пара „велика река“ + марибо „становници“.

## Историја
Место које су Холанђани наменили за трговину, преузели су Енглези 1630. године, а 1650. године, град је постао главни град нове енглеске колоније. Ова територија је често мењала власнике између Британије и Холандије, али је био у холандском власништву 1667. године и под холандском владавином од 1815. године до независности Суринама 1975. године. Грађани су углавном индијског, домородачког, афричког и холандског порекла.
Јануара 1821. године, пожар у центру града је уништио преко 400 кућа и других зграда. Друга ватра, септембра 1832. године, уништила је још 46 кућа на западном делу Ватерканта.

## Географија
Град је смештен на реци Суринам, на отприлике 15 km удаљености од Атлантског океана, у Парамарибо дистрикту.
У центру Парамариба се налази „Трг независности“ (Onafhankelijkheidsplein), на коме се налазе председничка палата и Народна скупштина.
Остала позната места укључују Музеј Суринама, Музеј нумизматике, Форт Зеландију (тврђаву из 17. века), пијацу и канале који подсећају на Холандију. У граду се налазе разноврсне холандске колонијалне зграде, укључујући Cupchiik coliseum. 
У граду постоји велики дијапазон религиозних грађевина што доприноси етничкој различитости. Постоје две синагоге, неколико џамија, два мандира, холандска реформистичка црква и римокатоличка Катедрала Светог Петра и Павла саграђена 1885. године од дрвета. Верује се да је то највећа дрвена зграда у Америци, међутим тренутно је затворена због поправки и рестаурација.
- Еволуција Парамариба
- Парамарибо око 1737. године
- Парамарибо 1821. године. Смеђом бојом су обележене области које су девастиране градским пожаром те године.
- Парамарибо око 1876. године
- Парамарибо око 1916-1917 године

### Клима
Парамарибо има тропско прашумску влажну климу, према Кепеновој класификацији. Град нема праву суву сезону, већ током свих 12 месеци године у просеку има више од 60 mm падавина. Не долази до знатно влажнијих или сувљих периода током године. „Јесен” (септембар до новембра) је најсувљи период године у Парамарибу. Попут многих градова са оваквом климом, температуре су релативно конзистентне током целе године, при чему је просечна температура 31°C а просечна ниска температура је 22°C. Парамарибо у просеку прима око 2200 mm падавина сваке године.
| Клима Парамариба            | Клима Парамариба | Клима Парамариба | Клима Парамариба | Клима Парамариба | Клима Парамариба | Клима Парамариба | Клима Парамариба | Клима Парамариба | Клима Парамариба | Клима Парамариба | Клима Парамариба | Клима Парамариба | Клима Парамариба |
| Показатељ \ Месец           | .Јан.            | .Феб.            | .Мар.            | .Апр.            | .Мај.            | .Јун.            | .Јул.            | .Авг.            | .Сеп.            | .Окт.            | .Нов.            | .Дец.            | .Год.            |
| --------------------------- | ---------------- | ---------------- | ---------------- | ---------------- | ---------------- | ---------------- | ---------------- | ---------------- | ---------------- | ---------------- | ---------------- | ---------------- | ---------------- |
| Апсолутни максимум, °C (°F) | 32 (90)          | 34 (93)          | 35 (95)          | 37 (99)          | 37 (99)          | 36 (97)          | 37 (99)          | 37 (99)          | 36 (97)          | 37 (99)          | 36 (97)          | 36 (97)          | 37 (99)          |
| Максимум, °C (°F)           | 28,1 (82,6)      | 28,1 (82,6)      | 28,6 (83,5)      | 28,6 (83,5)      | 28,5 (83,3)      | 28,7 (83,7)      | 29,5 (85,1)      | 30,5 (86,9)      | 31,2 (88,2)      | 31,2 (88,2)      | 30,2 (86,4)      | 28,7 (83,7)      | 31 (88)          |
| Просек, °C (°F)             | 25,6 (78,1)      | 25,6 (78,1)      | 26,1 (79)        | 26,1 (79)        | 26,1 (79)        | 26,2 (79,2)      | 26,5 (79,7)      | 27,3 (81,1)      | 27,7 (81,9)      | 28,0 (82,4)      | 27,2 (81)        | 26,2 (79,2)      | 27 (81)          |
| Минимум, °C (°F)            | 23,2 (73,8)      | 23,3 (73,9)      | 23,6 (74,5)      | 23,7 (74,7)      | 23,8 (74,8)      | 23,5 (74,3)      | 23,6 (74,5)      | 24,1 (75,4)      | 24,3 (75,7)      | 24,7 (76,5)      | 24,2 (75,6)      | 23,7 (74,7)      | 22 (72)          |
| Апсолутни минимум, °C (°F)  | 17 (63)          | 17 (63)          | 17 (63)          | 18 (64)          | 19 (66)          | 20 (68)          | 20 (68)          | 15 (59)          | 21 (70)          | 20 (68)          | 21 (70)          | 18 (64)          | 15 (59)          |
| Количина кише, mm (in)      | 230 (9,06)       | 160 (6,3)        | 170 (6,69)       | 240 (9,45)       | 330 (12,99)      | 330 (12,99)      | 260 (10,24)      | 190 (7,48)       | 100 (3,94)       | 100 (3,94)       | 140 (5,51)       | 200 (7,87)       | 2,450 (96,46)    |
| Извор: Weatherbase          |                  |                  |                  |                  |                  |                  |                  |                  |                  |                  |                  |                  |                  |

## Демографија
Парамарибо има око 250.000 становника, што је више од половине становништва Суринама.
Парамарибо је познат по свом разноврсном етничком саставу, укључујући Индијце, Креоле, Маруне, Јаванце, америчке Индијанце, Кинезе и Европљане (углавном холандског и енглеског порекла).

## Економија
Најзначајнији извозни производи овог града су злато, боксит, шећерна трска, пиринач, какао, кафа, рум и тропско дрвеће. Цемент и боје се производе у граду.
Има много хотела у граду, од којих је главни Torarica Hotel, који има казино и обично се сматра најбољим и највећим хотелом у Суринаму. Остали хотели су: Ambassador, Combi Inn, De Luifel, Eco-Resort, , , Hotel Savoie, Krasnapolsky, Lisa's Guesthouse, Solana Guesthouse и YMCA Guesthouse.

## Превоз
Град опслужује Међународни аеродром Јохан Адолф Пенгел и Zorg-en-Hoop за локалне летове.

## Култура
Недељом и празницима одржава се популарно такмичење птица певачица. Црне тватве (Oryzoborus crassirostris) су најчешћи такмичари.
Суринам има само један биоскоп и он се налази у главном граду.

## Спорт
Парамарибо је место рођења неколицине фудбалских играча; неки од њих су касније ушли у репрезентацију Холандије:
- Мартен Атмодикоро
- Реџи Блинкер
- Едгар Давидс
- Хенк Фрезер
- Џими Флојд Хаселбајнк
- Станли Мензо
- Кларенс Зејдорф
- Марк де Фрис
- Фабијан Вилнис
- Арон Винтер
- Џери де Јонг
- Улрих ван Гобел

## Градови побратими
- Антверпен, Белгија
- Хангџоу, Кина
- Вилемстад, Куракао, Холандија[9]
- Округ Мајами-Дејд, Флорида, Сједињене Државе[10]

## Знаменитости
У средишту Парамариба се налази „Трг независности” (Onafhankelijkheidsplein) на којем се налазе председничка палата и зграда владе (Gouvernementshuis). Остала позната места су Музеј Суринама, Музеј нумизматике, Форт Зеландија (утврђење из 18. века), трг и канали који подсећају на Амстердамске. У граду се налазе бројне холандске колонијалне зграде као што је Cupchiik coliseum. 
Велики број разноликих верских грађевина доприноси етничкој различитости. Тако се у граду налазе две синагоге, неколико џамија, два мандира, холандска реформистичка црква и римокатоличка Катедрала Светог Петра и Павла саграђена 1885. године од дрвета. Верује се да је то највиша дрвена зграда у Америци.
Недељом и празницима на тргу Парамариба се одржавају популарна такмичења птица певачица од којих су најбројније Црне тватве (Oryzoborus crassirostris).

## Значајни људи
- Ашвин Адин (1980), потпредседник (2015-2020), политичар.[11]
- Августа Куриел, фотограф[12]
- Раџендр Карги, новинар и амбасадор у Холандији[13]
- Конрад ван Лир, лекар, политичар[14]
- Грејс Шнајдерс-Хауард, политичар[15]

## Галерија
- Краљевски тропски институт
- Зграда владе и председничка палата
- Херенстрат 1906. године
- Краљица Вилхелмина испред утврђења Зеландија
- Џамија и синагога у улици Кејзерстрат